# 勒捷站
勒捷站是法国的一个铁路车站，位于法国西部伊勒-维莱讷省的勒捷境内。
因翻译标准不同，勒捷站有时又译为"雷捷站"。

## 位置
勒捷站位于勒捷市区的西部，沙托布里昂－雷恩铁路26.649公里处。车站大致呈东西走向，开口朝北。

## 站台设置
| 北↑ |      |                 | 主站房 |
|     | 侧式 |                 |        |
|     |      | 沙托布里昂方向→ |        |
|     |      | ←雷恩方向       |        |
|     | 侧式 |                 |        |
| 南↓ |      |                 |        |

## 历史
自2017年12月起，勒捷所在的沙托布里昂－雷恩铁路沙托布里昂至勒捷之间的路段封闭施工，勒戒成为了该铁路的临时终点站。但由于该铁路除雷恩外沿途人口稀疏，造成其使用人数稀少，其未来的运营规划尚不明朗。

## 停靠线路
以下列车线路在勒捷站停靠：
| 勒捷站列车线路表 |      |                |        |              |
| 线路             | 车种 | 上一站         | 下一站 | 大致运行频率 |
| 沙托布里昂—雷恩  | TER  | 马尔提涅费尔绍 | 勒泰伊 | 每天2-6趟    |
| 1.               |      |                |        |              |

## 配套交通

### 长途客车
| 停靠勒捷站的大巴车 |                               |                                                                    |
| 上下车地点         | 运营单位                      | 主要线路及目的地                                                   |
| 勒捷站门口         | BREIZHGO伊勒-维莱讷省城际客运 | 22 布列塔尼的勒泰伊 · 让泽 · 雷恩                                  |
| 勒捷站门口         | Car TER                       | （当铁路线施工或罢工时，SNCF可能会提供途径该线路沿途站点的大巴车） |
| 1. 2. 3.           |                               |                                                                    |

### 城市公共交通
勒捷站附近暂无固定的城市公共交通线路。

### 社会车辆
勒捷站门口设有社会车辆停车场。

## 临近车站
| 勒捷站（Gare de Retiers）      |                      |                            |
| 上行车站                       | 线路                 | 下行车站                   |
| 马尔提涅菲尔绍站 11.8km ←      | 沙托布里昂－雷恩铁路 | 布列塔尼的勒泰伊站 → 3.2km |
| - 本表仅显示运营中的线路及车站 |                      |                            |